# إميليو إستيفيز
اميليو استيفيز (بالإنجليزية: Emilio Estevez)‏ ممثل أمريكي من مواليد 12 مايو 1962، حاصل على جائزة غولدن غلوب.

## روابط خارجية
- إميليو إستيفيز على موقع IMDb (الإنجليزية)
- إميليو إستيفيز على موقع روتن توميتوز (الإنجليزية)
- إميليو إستيفيز على موقع ألو سيني (الفرنسية)
- إميليو إستيفيز على موقع تيرنر كلاسيك موفيز (الإنجليزية)
- إميليو إستيفيز على موقع أول موفي (الإنجليزية)
- إميليو إستيفيز على موقع قاعدة بيانات الأفلام السويدية (السويدية)
- إميليو إستيفيز على موقع إن إن دي بي (الإنجليزية)
- إميليو إستيفيز على موقع ديسكوغز (الإنجليزية)
- إميليو إستيفيز على موقع قاعدة بيانات الفيلم (الإنجليزية)
- إميليو إستيفيز على موقع كينوبويسك (الروسية)